# Випчина
Випчина́ — село у Путильській селищній громаді Вижницького району Чернівецької області України.
Станом на 2022 рік у селі фактично немає населення. Збережено три хати та церква, дзвіниця і церковна хата. 
За 1 км на північний захід від церкви є ще одна хатина. Колись поселення мало більше 100 хат.

## Географія
Село розташоване на висоті 1200 метрів над рівнем моря і, таким чином, є найвищим населеним пунктом України.
На північному сході від села бере початок струмок Полонистий, лівий доплив Рипню.

## Церква
У селі є православна церква святих Петра та Павла Української православної церкви. Щороку, 12 липня, на празник (церковне свято) сюди сходяться вихідці зі села.